# Gaumont
Gaumont és una companyia productora de pel·lícules francesa fundada al juliol de 1895 per l'enginyer transformat en inventor, Léon Gaumont (1864–1946), sota el nom Societé L. Gaumont et Cie.. Gaumont és la companyia cinematogràfica més antiga del món, fundada abans d'altres estudis com Pathé (fundat el 1896), Titanus (1904), Nordisk Film (1906), Universal, Paramount i Nikkatsu (fundats el 1912). La seu de la companyia es troba a Neuilly-sur-Seine, França.
Gaumont produeix, coprodueix i distribueix predominantment pel·lícules i, el 2011, el 95% dels ingressos consolidats de Gaumont provenien de la divisió cinematogràfica. La companyia es converteix cada vegada més en productora de sèries de televisió amb la seva nova filial nord-americana Gaumont International Television, així com les seves funcions de producció franceses existents.
Gaumont està dirigida per Nicolas Seydoux (president), Sidonie Dumas (directora general) i Christophe Riandee (subdirector general).

## Història
Encarregant-se originalment d’aparells fotogràfics, la companyia va començar a produir curtmetratges el 1897 per promocionar la seva marca de càmera-projector. La secretària de Léon Gaumont, Alice Guy-Blaché, es va convertir en la primera dona directora de la indústria cinematogràfica i va passar a convertir-se en la cap de producció de l'estudi de cinema Gaumont del 1897 al 1907. Del 1905 al 1914, els seus estudis Cité Elgé a La Villette, França, eren les més grans del món. Gaumont va començar a produir llargmetratges el 1908.
La companyia va fabricar els seus propis equips i pel·lícules de producció massiva fins al 1907, quan Louis Feuillade es va convertir en el director artístic de Gaumont. Quan va esclatar la Primera Guerra Mundial, va ser substituït per Léonce Perret, que va continuar la seva carrera als Estats Units pocs anys després. El 1909 la companyia va participar al Congrés del Cinema de París, un intent fallit dels productors europeus de crear un sistema similar al del MPPC als Estats Units.
Gaumont va obrir oficines estrangeres i va adquirir la cadena teatral Gaumont British, que posteriorment va produir notablement diverses pel·lícules dirigides per Alfred Hitchcock com The 39 Steps (1935) i The Lady Vanishes (1938). Juntament amb el seu competidor Pathé Frères, Gaumont va dominar la indústria cinematogràfica a Europa fins a l'esclat de la Primera Guerra Mundial el 1914.
Després de la Primera Guerra Mundial, Gaumont va patir pèrdues econòmiques a causa de l’augment de la competència de les produccions americanes de Hollywood. El 1925, la producció de l'estudi va disminuir a només tres pel·lícules. A més, Gaumont no va poder seguir el ritme del cost dels canvis tecnològics (per exemple, l’aparició de pel·lícules sonores). Colpit per l’augment dels deutes a principis dels anys trenta i els efectes de la Gran Depressió, Gaumont es va declarar en fallida el 1935. El 1937, l'estudi va deixar la producció i va funcionar només com a companyia de teatre i distribució. L'empresa va ser adquirida per la corporació francesa Havas el 1938, es va canviar el nom de Société Nouvelle des Etablissements Gaumont i va tornar a obrir el seu estudi de producció cinematogràfica.
Durant els darrers anys de la Segona Guerra Mundial, Gaumont es va veure afectada per la ruïna financera de l'economia francesa i la destrucció física de les seves instal·lacions. La companyia va deixar de produir fins al 1947. No obstant això, l'interès mundial per les pel·lícules franceses de la Nouvelle Vague als anys cinquanta, així com la permissivitat de les pel·lícules franceses (per exemple, la nuesa), van permetre a les produccions franceses competir amb èxit contra un cinema americà que encara estava carregat per codis morals conservadors.
El 1975, el magnat dels mitjans de comunicació i el multimilionari francès hereu Nicolas Seydoux van començar a gestionar Gaumont; ell posseïa personalment el 60% de les accions i el 70% dels vots.
El 2 de febrer de 2000, Philippe Binant, director tècnic de Digital Cinema Project de Gaumont, va realitzar la primera projecció de cinema digital a Europa amb el prototip del projector Texas Instruments.
Des de 1993 fins a principis del 2004, Gaumount i Disney van establir una associació per produir pel·lícules per a la distribució en cinemes. El 2001, Gaumont va separar la divisió de cinema en una empresa conjunta amb Pathé que des de llavors és coneguda com Les Cinémas Gaumont Pathé. Gaumont tenia una participació del 34% a l'entitat, que controla una gran xarxa de cinema a França, Suïssa i els Països Baixos. A partir del 2011, aquesta participació tenia un valor de 214 milions d'euros. El 2004, Gaumont va continuar el seu desenvolupament amb Pathé per crear una altra empresa conjunta, Gaumont-Pathé Archives. Gaumont és propietària del 57,5% d’aquesta entitat, que conté notícies, documentals i pel·lícules mudes dels segles XX i XXI.
Des de principis del 2004 fins al 2007, la companyia es va associar amb Sony per produir pel·lícules i per a distribuir-les en sales i DVD a tot el món. I durant molts anys, la divisió de vídeo domèstic de Gaumont va ser una empresa conjunta amb Sony Pictures. Actualment, Gaumont distribueix les seves pel·lícules a través de Paramount Home Media Distribution a França.
A finals del 2007, Gaumont es va fer càrrec de l'estudi d’animació francès Alphanim per 25 milions d’euros i el va rebatejar com a Gaumont Alphanim. Des del 2013 es coneix com a Gaumont Animation.
El 16 de desembre de 2010, Gaumont va adquirir una participació del 37,48% en el capital social de la companyia Légende i les seves filials per 6,6 milions d'euros. Légende és una companyia de producció i distribució de llargmetratges i sèries de televisió dirigida per Alain Goldman. Des de 2011, la participació de Légende val 6,3 milions d'euros.
El 2011 també va ser l'any en què Gaumont va obrir la seva divisió de televisió internacional a Los Angeles, EUA.
L’any 2011, Gaumont va coproduir i co-distribuir The Intouchables, que es va convertir en la pel·lícula més taquillera a França de tots els temps. El llançament internacional de The Intouchables va tenir el mateix èxit, superant anteriors superproduccions internacionals com Harry Potter i Transporters a Alemanya. Intouchables és la pel·lícula en llengua estrangera amb més ingressos (qualsevol idioma que no sigui l’anglès) que bat el rècord anterior de 275 milions de dòlars de la japonesa Spirited Away. La pel·lícula va ser un dels principals catalitzadors de l’augment de les vendes de cinema del quart trimestre del 2011 de Gaumont fins als 47,9 milions d’euros, un 651% més que l’any anterior. L'èxit de la pel·lícula va convertir la pèrdua a mig any del 2011 en obtenir un rècord anual de 26 milions d'euros de benefici. Actualment, The Intouchables té una taquilla de 361 milions de dòlars.
El 2012, Gaumont va adquirir la productora Nouvelles Editions de Films (NEF) per 3,1 milions d’euros. La companyia ja estava dirigida i creada pel llegenda del cinema Louis Malle. Com a part de l’adquisició, Gaumont ara és propietari de tota la col·lecció Malle, inclòs Ascenseur pour l’échafaud, Atlantic City i Au Revoir les Enfants.
El febrer de 2012, Gaumount va reiniciar la seva divisió de televisió, que havia estat desapareguda des de feia deu anys.
L’1 de març de 2017, Gaumont va vendre la seva participació del 34% a Les Cinémas Gaumont Pathé a Pathé per 400 milions de dòlars per centrar-se en la producció. El gener de 2018, es va anunciar que la primera oficina de la companyia, a Colònia, estava prevista per obrir-se al juliol de 2018.

### Alice Guy

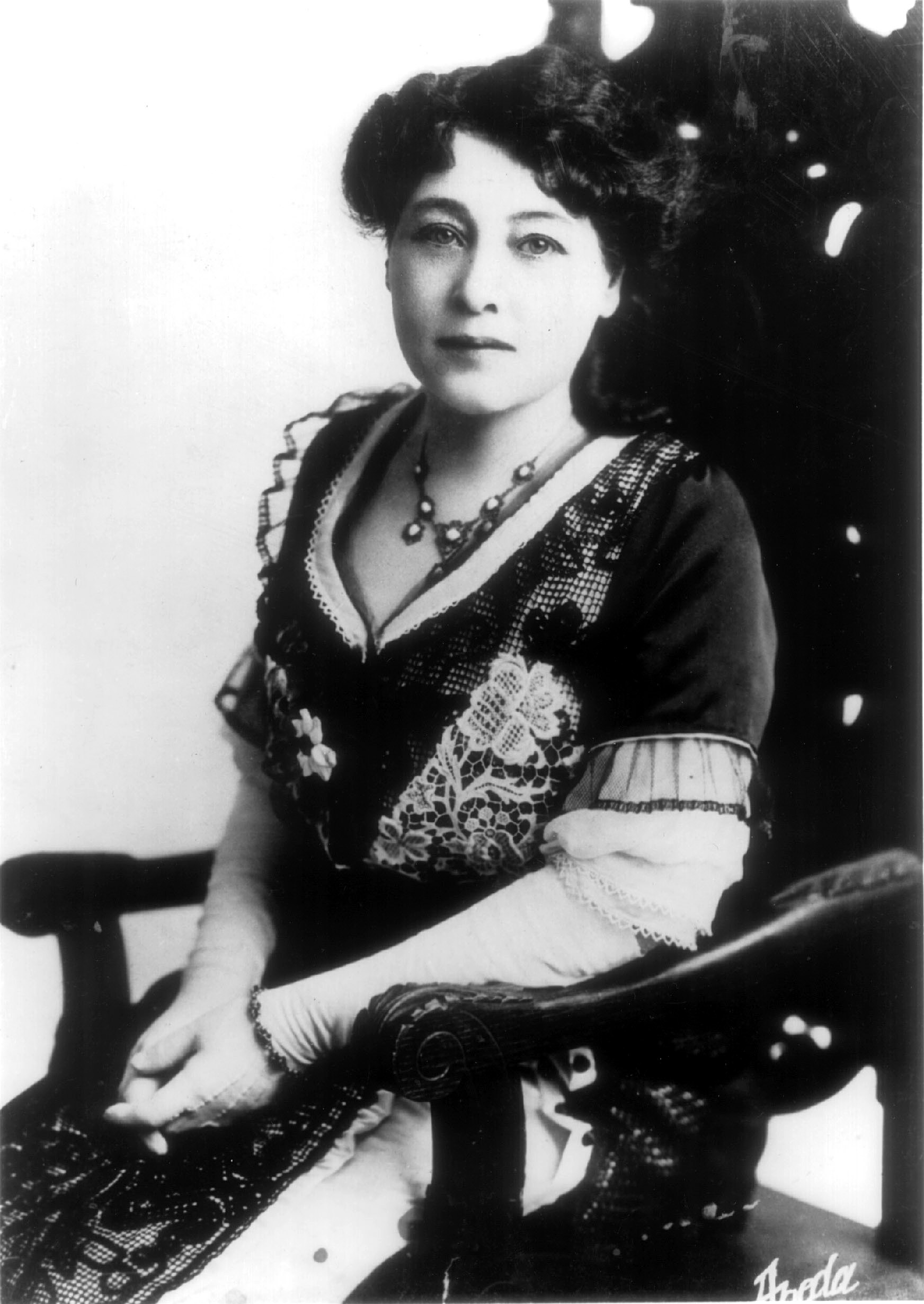
Alice Guy

La secretaria de Léon Gaumont Alice Guy-Blaché es va convertir en la primera directora de cinema femenina. Alice va presenciar juntament amb Gaumont una demostració realitzada pels germans Lumière, que els ensenyava com funcionava el nou invent que havien construit. A l'Alice li va interessar i, temps després, va pensar que amb el cinematògraf podia explicar històries animades. Va manifestar la aquesta idea a León de comprar l'aparell, justificant que podria produir un producte que divertís al públic. Entre les aportacions que realitza Alice Guy, podríem destacar que va realitzar la primera pel·lícula narrativa de la història del cinema: La Fée aux choux. Per això, se la reconeix com a pionera del cinema narratiu. A partir dels avenços que anava assolint, queda exempta de la seva tasca com a secretaria i es queda a càrrec de la productora. L'any 1905, és nomenada com a supervisora de la resta de directors de la companyia. També va ser pionera dels efectes especials, on va implementar tècniques de màscares de doble exposició i filmant de seqüències en retrocés, va ser la primera a fer servir la tècnica de sobre-impressió implementada per Meliés. Una altra de les innovacions que va realitzar van ser enregistraments amb el gramòfon al mateix temps que gravava imatges. A la vegada, va ser productora de les primeres pel·lícules a color: "Va dirigir, va produir i va supervisar més de 600 pel·lícules que tocaven tots els gèneres fílmics, des de contes de fades a paràboles religioses, comèdies romàntiques o pel·lícules policíaques" Mc Mahan, Alison (2008). Com sabem, la història destaca com a primer director de cinema a George Méliès, com el primer home director, però avui dia a Alice Guy se la segueix recordant com una dona que va destacar per la seva gran tasca i aportació a la història de cinema.

### Louis Feuillade

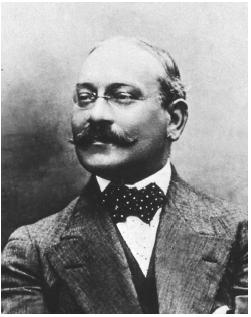
Louis Feuillade

La companyia va manufacturar el seu propi equipament i pel·lícules produïdes en massa fins a 1907. En aquest mateix any, Louis Feuillade és contractat per Gaumont per escriure guions i posteriorment convertir-se en director i cap de producció de la companyia, ja que Alice Guy havia deixat el lloc vacant i recomana al productor que comptés amb Louis per reemplaçar-la. Ràpidament comença a dirigir pel·lícules en forma periòdica, fet que el porta a expandir-se com a creador. La seva primera pel·lícula filmada va ser "La Porteuse de Pain" i és a partir d'aquest moment en què els títols dels seus films abordaven temes com comèdies, aventures, policials o temes històrics. Se l'associa amb el cinema d'episodi dels anys deu o a l'serial cinematogràfic, on es va destacar en aquest format de produccions, però també la difusió d'aquestes noves produccions va aconseguir que es consolidi el seu cinema als Estats Units. En les seves pel·lícules, abordava temes tant infantils com temes realistes que no van ser equivalent amb l'èxit de les seves estrenes. Poc temps després d'aquests fracassos, el va portar a millorar en les seves properes produccions com "Fantomas"(1913),"Els Vampirs"(1915) i "Judex"(1916). Louis Feuillade dona a entendre que les seves històries s'apropen als fets quotidians amb una dosi de realisme i al seu torn portant a l'espectador a descobrir el poètic, el dramàtic i el sorprenent que hi ha en elles. Va demostrar que la qualitat de la pel·lícula no era a que si la inversió era més o menys, per contra, deia que amb poc es podria fer molt. Quan va esclatar la Primera Guerra Mundial, va ser reemplaçat per Léonce Perret, qui va seguir la seva carrera als Estats Units uns pocs anys després.

## Producció
Gaumont té actualment 938 pel·lícules al seu catàleg, la majoria en francès; hi ha, però, algunes excepcions, com ara El cinquè element de Luc Besson (1997). Entre les pel·lícules més destacades produïdes per Gaumont hi ha les sèries Judex (1916) i Fantômas (1913); el còmic Onésime, protagonitzat per Ernest Bourbon; i la sèrie còmica Bébé, protagonitzada per René Dary, de cinc anys. Les dues pel·lícules més grans de les quals Gaumont té els drets són Les Visiteurs de Jean-Marie Poiré, amb una taquilla de 98 milions de dòlars, i la superproducció Intouchables de 2011 d'Olivier Nakache i Éric Toledano, amb una taquilla de 427 milions de dòlars.
Directors com Abel Gance i el primer animador Emile Cohl van treballar per a l'estudi en un moment o altre.
La companyia també ha produït programes de televisió, incloses set sèries animades: Highlander: The Animated Series, Space Goofs, The Magician, Dragon Flyz, F Is for Family i Sky Dancers (el segon i el tercer es basen en les seves respectives línies de joguines), i el popularíssim Oggy et les Cafards. La companyia també va començar a produir a la seva unitat nord-americana Gaumont International Television amb dues sèries: Hannibal i Hemlock Grove.

## Estructura corporativa
Ciné Par és accionista majoritari amb el 69,92% dels drets de vot: aquesta entitat està controlada pel conseller delegat Nicholas Seydoux. Els altres accionistes privats són First Eagle Investment Management, Bolloré i Groupe Industriel Marcel Dassault. La companyia té una flotació lliure de 416.784 accions, que representa el 9,75% del capital i el 5,99% dels drets de vot.

## Logo
Léon Gaumont va seleccionar la margarida com a logotip de la companyia per homenatjar la seva mare, el primer nom de la qual era Marguerite. Al llarg de les dècades, el logotip s'ha redissenyat diverses vegades, però la margarida sempre ha estat present, tot i que la seva importància s'ha oblidat en gran manera.